# PHPDoc
PHPDoc是一个PHP版的Javadoc。它是一种注释PHP代码的正式标准。它支持通过类似phpDocumentor这样的外部文档生成器生成API文档，也可以帮助一些例如Zend Studio、NetBeans、ActiveState Komodo Edit and IDE和Aptana Studio之类的集成开发环境理解变量类型和弱类型语言中的其他歧义并提供改进的代码完成，类型提示和除错功能。
PHPDoc可同时支持面向对象和面向过程的代码。